# خوسو إتسكانيز
خوسو إتسكانيز (بالإسبانية: Josu Etxaniz)‏ (6 ديسمبر 1985 بإلغيتا في إسبانيا - ) هو لاعب كرة قدم إسباني في مركز الدفاع. لعب مع نادي إيبار ونادي باراكالدو ونادي سمورة وSD Lemona ‏ وإيبار ب وبورتغاليتي ‏.

## روابط خارجية
- خوسو إتسكانيز على موقع قاعدة بيانات كرة القدم.إي يو (الإنجليزية)
- خوسو إتسكانيز على موقع Soccerway.com (الإنجليزية)
- خوسو إتسكانيز على موقع AS.com (الإسبانية)